# Centropyge flavissima
Espèce
Statut de conservation UICN

 LC  : Préoccupation mineure
Le poisson-ange nain citron est une espèce de poissons de la famille des pomacanthidés.

## Description
Il peut mesurer jusqu'à 14 cm. Sa robe est uniformément jaune, avec une ligne bleue autour des yeux, sur les ouïes et sur les extrémités des nageoires.

## Répartition
Ce poisson vit dans l'océan Indien et l'océan Pacifique.

## Reproduction
Ces poissons sont des hermaphrodites protogynes : ils sont d'abord des femelles puis se transforment en mâles.